# Toil and Trouble
Toil and Trouble is de achtste aflevering van het achtste seizoen van het tienerdrama Beverly Hills, 90210, die voor het eerst werd uitgezonden op 29 oktober 1997.

## Plot
Kelly klaagt tegen Brandon dat hun leven een sleur aan het worden is, Brandon heeft er geen problemen mee zoals het nu gaat. Nadat hij erover nagedacht heeft besluit hij haar te verrassen met een uitgebreide maaltijd en dat verrast Kelly zeer. Ze besluiten het eten met seks op de tafel. Als de medebewoners de ravage zien in de keuken vragen ze zich af wat er gebeurd is. Ze weigeren te geloven wat ze gedaan hebben omdat ze dit niet verwachten van Brandon.
David krijgt steeds meer problemen met het betalen van rekeningen, terwijl hij zijn financiële papieren zit te bekijken komt de huurbaas langs om geld te zien aangezien David achter ligt met betalen. David krijgt tot de volgende ochtend de tijd om te betalen. Hij probeert bij alle banken een lening te krijgen, maar krijgt overal een nee te horen. David komt terug bij de club en dan ziet hij dat de deur afgesloten is met een slot door de huurbaas. Hij is helemaal radeloos en weet niet hoe hij dit moet oplossen, als David thuis is dan ziet hij de chequeboek liggen van Donna. Hij schrijft het bedrag op voor de huurbaas en vervalst de handtekening van Donna en levert deze in bij de huurbaas en deze maakt de deur weer open.
Cooper wil dat Valerie met hem meegaat naar een galafeest en geeft haar een dure ketting cadeau. Valerie zegt hierop ja en zegt dolgraag mee te willen. Hierna gaat zij naar Noah om hem te zien. Noah heeft net bezoek gehad van zijn accountant die hem vertelt hoe het ervoor staat met zijn financiën. Noah schijnt rijk te zijn maar wil dit niet vertellen aan de buitenwereld, bang voor een andere behandeling. Valerie en Noah praten en kussen een tijdje en ze hebben het gezellig. Noah heeft gehoord over het galafeest en wil Valerie verrassen om daarheen te gaan in een net pak. Daar aangekomen ziet hij Valerie dansen met Cooper en vraagt zich af wie dit is, Valerie stuurt Cooper weg en danst dan met Noah. Dit verrast Cooper op zijn beurt en uiteindelijk is het spel uit voor Valerie. Ze komen achter haar geheim en zijn er bepaald niet blij mee en ze maken het allebei uit met Valerie.

## Rolverdeling
- Jason Priestley - Brandon Walsh
- Jennie Garth - Kelly Taylor
- Ian Ziering - Steve Sanders
- Brian Austin Green - David Silver
- Tori Spelling - Donna Martin
- Tiffani Thiessen - Valerie Malone
- Joe E. Tata - Nat Bussichio
- Hilary Swank - Carly Reynolds
- Vincent Young - Noah Hunter
- Myles Jeffrey - Zach Reynolds
- Christopher Orr - Cooper Hargrove
- Fatima Lowe - Terri Spar